# Uviranus
Uviranus is een geslacht van hooiwagens uit de familie Assamiidae.
De wetenschappelijke naam Uviranus is voor het eerst geldig gepubliceerd door Kauri in 1985. 

## Soorten
Uviranus is monotypisch en omvat slechts de volgende soort:
- Uviranus echinops